# Pseudostomatella decolorata
Pseudostomatella decolorata is een slakkensoort uit de familie van de Trochidae. De wetenschappelijke naam van de soort is voor het eerst geldig gepubliceerd in 1848 door Gould.